# Jasper megye (Iowa)
Jasper megye az Amerikai Egyesült Államokban, azon belül Iowa államban található. Megyeszékhelye Newton. Lakosainak száma 37 813 fő (2020. április 1.). Jasper megye Marshall, Marion, Mahaska, Poweshiek, Tama, Story és Polk megyékkel határos.

## Népesség
A megye népessége az elmúlt években az alábbi módon változott:
| Lakosok száma | 36 806 | 36 624 | 36 598 | 36 641 | 36 827 | 37 813 |
|               | 2010   | 2011   | 2012   | 2013   | 2015   | 2020   |